# Lukovo, Nordmakedonien
Lukovo (makedonska: Луково) är en ort i Nordmakedonien. Den ligger i kommunen Struga, i den västra delen av landet, 100 kilometer sydväst om huvudstaden Skopje. Lukovo ligger 681 meter över havet och antalet invånare är 1 424.